# Black Roses (film 1921)
Black Roses è un film muto del 1921 diretto da Colin Campbell

## Trama
Yoda, un architetto giapponese, accetta un lavoro come giardiniere nella tenuta di Benson Burleigh, un ex criminale. Ma "Monocle" Harry, Blanche De Vore e Wong Fu, membri della vecchia banda, uccidono Burleigh, incolpando del delitto Yoda, di cui rapiscono la moglie Blossom. In prigione, un ex membro della banda che era stato tradito da Blanche, aiuta Yoda a fuggire. Riapparendo come un nobile, Yoda si finge alla ricerca di una ragazza giapponese che possa impersonare la figlia di un ricco mercante e i rapitori lo portano nel covo dove si trova Blossom. Lì, Yoda inchioda i criminali facendoli confessare di essere loro gli assassini e riuscendo così a farsi scagionare.

## Produzione
Il film fu prodotto dalla Hayakawa Feature Play Company.

## Distribuzione
Distribuito dalla Robertson-Cole Distributing Corporation, il film uscì nelle sale cinematografiche statunitensi il 22 maggio 1921. In Francia, con il titolo Les Roses noires, fu distribuito il 9 febbraio 1923.